# سان چساریو سول پانارو
سان چساریو سول پانارو (به ایتالیایی: San Cesario sul Panaro) یک کومونه در ایتالیا است که در استان مودنا واقع شده‌است. سان چساریو سول پانارو ۲۷٫۴ کیلومتر مربع مساحت و ۶٬۴۱۲ نفر جمعیت دارد.